# Can Sibina
Can Sibina és una obra de Gualba (Vallès Oriental) inclosa a l'Inventari del Patrimoni Arquitectònic de Catalunya.

## Descripció
Edifici aïllat de planta baixa, pis i golfes. Format per dos mòduls, amb l'era enrajolada davant la casa, quadres i forn de pa. Teulada a doble vessants amb l'aiguavés als costats. Contraforts externs de pedra al mur lateral.
La porta quadrada, amb llinda de fusta, pot ser indicativa d'una masia del segle xviii. Algunes finestres són del segle XVI: la de sobre la porta, formada per una llinda de pedra amb un arc trilobat picat i la inferior a l'esquerra, amb dues mènsules que aguanten la llinda, format un arc deprimit convex.

## Història
Al fogatge de 1497 apareix «En Saurina»; a la Vegueria de Barcelona-Sant Vicenç de Gualba, de 1515, apareix «Salvi alulit alies Savina». L'avi de l'actual propietària ho va comprar a l'antic amo, Pau Sibina. La masia actual ha estat restaurada partint de dues antigues masoveries. La pallissa i els estables van ser convertits en dos habitatges. Les finestres gòtiques provenen d'un altre edifici. La datació s'ha realitzat per l'estil i per referència de la propietària.